# سیرگاه
سیرگاه، روستایی است از توابع بخش مرزن آباد شهرستان چالوس در استان مازندران ایران.

## جمعیت
این روستا در دهستان بیرون‌بشم قرار دارد و براساس سرشماری مرکز آمار ایران در سال ۱۳۸۵، جمعیت آن ۴۸ نفر (۱۴خانوار) بوده‌است. مردم سیرگاه از قومیت طبری هستند. مردم سیرگاه به زبان طبری با گویش چالوسی سخن می‌گویند.